# Aquário Municipal de Santos
O Aquário Municipal de Santos localiza-se no bairro da Ponta da Praia, na cidade de Santos, estado de São Paulo, Brasil.
Está situado em uma área de dois mil metros quadrados, 32 tanques de água doce e salgada com mais de 200 espécies de animais. Inaugurado em 2 de julho de 1945 por Getúlio Vargas foi um dos primeiros aquários públicos construídos no estado de São Paulo e recebe cerca de 500 mil visitantes por ano, sendo uma das principais atrações turísticas de Santos.
Dentre as espécies presentes no Aquário Municipal de Santos, estão pacus, bagres, carpas, tartarugas, pinguins, moreias, tubarões, lagostas, ouriços, estrelas-do-mar, leão-marinho, peixes da fauna local, peixes do Indo-Pacífico etc.
Em 2008 teve suas paredes externas pintadas pelo artista plástico californiano Robert Wyland.